# Khalq
Khalq, que en paixtu vol dir ‘poble’ o ‘masses', va ser el nom d'una de les dues faccions en què estaven dividits els comunistes afganesos del Partit Democràtic Popular de l'Afganistan. L'altra facció era la Parcham («Bandera»).
El personatge més destacat d'aquesta facció fou el president i primer ministre Hafizullah Amin (1979), eliminat pels soviètics que afavorien a la facció Parcham, més fidel, dirigida per Babrak Karmal, president i primer ministre de 1979 a 1986. La facció Khalq era considerada més radical i menys prosoviètica i dominava l'exèrcit, on uns 800 oficials de la facció Parcham foren purgats el 1979, encara que més tard foren readmesos amb Babrak Karmal, que va haver de col·laborar amb els oficials del Khalq.